# Награды переходного периода наградной системы Российской Федерации
Награды переходного периода наградной системы Российской Федерации — государственные награды из наградной системы Российской Федерации 1992—1994 (1995) годов, изменённые или не вошедшие в современную систему наград в соответствии с Указом Президиума Верховного Совета Российской Федерации от 2 марта 1992 года № 2424-1 «О государственных наградах Российской Федерации».
Позже часть наград была введена в России различными министерствами и ведомствами в качестве ведомственных.

## Перечень наград переходного периода наградной системы России
Примечания: Для некоторых наград даны изображения наград периода СССР. В России они имели точно такой же внешний вид, были только произведены небольшие изменения, в соответствии с указом их статуты, положения и описания должны быть приведены в «соответствие с государственной символикой Российской Федерации». Надпись «СССР» была заменена на «РОССИЯ» и герб СССР был заменен на герб РСФСР или Российской Федерации (только в тех наградах где они имелись). Остальные награды, оставленные в России по указу с наградной системы СССР, не претерпели каких-либо изменений, потому как эти медали не содержали символики СССР, а следовательно и приводить в соответствие с государственной символикой Российской Федерации в них было нечего.
Орден Дружбы народов — сохранил прежний статут. Учрежден 2 марта 1992 года.
Орден «За личное мужество» — общегражданская награда, присуждаемая за мужество и отвагу, проявленные при спасении людей, охране общественного порядка и социалистической собственности, в борьбе с преступностью, стихийными бедствиями и при других чрезвычайных обстоятельствах. Учрежден 2 марта 1992 года.
Медаль Нахимова — военная награда, присуждаемая за умелые, инициативные и смелые действия, проявленные при защите Отечества и государственных интересов Российской Федерации на морских театрах военных действий, при защите государственной границы Российской Федерации, при выполнении боевых задач кораблями и частями Военно-Морского Флота и органами морской охраны Федеральной пограничной службы Российской Федерации, при несении боевой службы и боевого дежурства, на учениях и маневрах, за самоотверженность, проявленную при исполнении воинского долга, или другие заслуги во время прохождения действительной военной службы в условиях, сопряженных с риском для жизни, а также за отличные показатели в боевой подготовке и морской выучке. Учреждена 2 марта 1992 года.
Медаль «За отличие в воинской службе» — военная награда, присуждаемая за отличные показатели в боевой и политической подготовке;
за особые отличия на учениях и маневрах, при несении боевой службы и боевого дежурства;
за отвагу, самоотверженность и другие заслуги, проявленные в период прохождения воинской службы. Имела две степени. Учреждена 2 марта 1992 года.
Медаль «За спасение утопающих» — общегражданская награда, присуждаемая за смелость и самоотверженность, проявленные при спасении людей на воде; за высокую бдительность и находчивость, в результате чего были предупреждены несчастные случаи с людьми на воде; за образцовую организацию спасательной службы на воде. Учреждена 2 марта 1992 года.

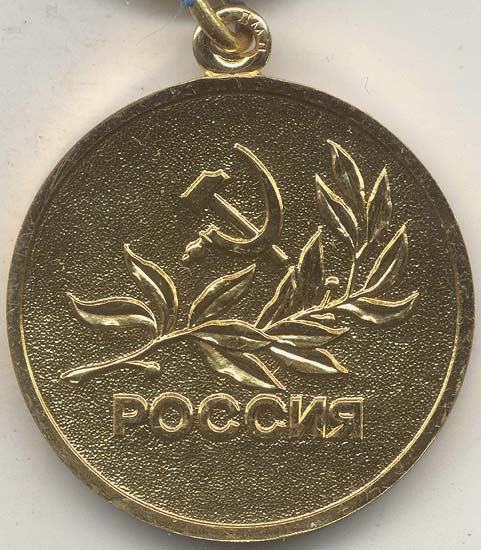
Реверс медали "За спасение утопающих", действовавшая в России в период 1992-1994 гг.

Медаль «За отвагу на пожаре» — общегражданская награда, присуждаемая за смелость, отвагу и самоотверженность, проявленные при тушении пожаров, спасении людей, государственной собственности и имущества граждан от огня, а также за предотвращение взрыва или пожара. Учреждена 2 марта 1992 года.